# إليزابيث موس
إليزابيث سينجلتون موس (بالإنجليزية: Elizabeth Sigleton Moss)‏ممثلة أميركية من أصول بريطانية ولدت في 27 يوليو 1982، لها العديد من الأعمال التي أكسبتها الشهرة في عالم التمثيل كان من أبرزها أداؤها لدور زوي بارتليت في المسلسل التلفزيوني الجناح الغربي وأداؤها لدور بيقي ولسن في مسلسل ماد من وأفريد في حكاية أمة.

## النشأة
ولدت إليزابيث موس وترعرعت في لوس أنجلوس، كاليفورنيا، لأبوين موسيقيين وهي ابنة رون وليندا موس. لديها أخ واحد أصغر منها، تربت على المعتقدات السيانتولوجيه.
في طفولتها، موس كان لديها تطلعات في أن تصبح راقصة محترفة. في سن المراهقة، سافرت إلى مدينة نيويورك لدراسة الباليه في مدرسة الباليه الأمريكي، وبعد ذلك درست مع سوزان فاريل في مركز كينيدي في واشنطن العاصمة. استمرت موس بدراسة الرقص طوال سنوات المراهقة، وأيضا بدأت البحث على أدوار تمثيل. من أجل إدارة وقتها بين دراستها وعملها، كانت تحصل على التعليم المنزلي، وتخرجت في عام 1999 في سن السادسة عشرة.

## السيرة المهنية

### بدايتها
شاركت إليزابيث في أول فيلم لها وهي في عمر الثامنة، حيث شوهدت في الفيلم التلفزيوني بار غيرلز. ظهرت ما بين عامي 1992 و 1995 في سبع حلقات من المسلسل التلفزيوني اعتصام الأسوار بدور سينثيا بارك. في عام 1994 أدت دور الابنة الصغرى لهارفي كيتل في فيلم جرائم خيالية، وفي السنة التالية عام 1995 ظهرت في الفيلم المعاد الهروب إلى ساحرة الجبل، وبنفس السنة ظهرت بشخصية الصغيرة اشلي جود في الفيلم التلفزيوني الحب يمكنه بناء جسر. كان لها أيضا دور مساند في الدراما حياة منفصلة (1995) بجانب جيم بيلوشي وليندا هاملتون و دور صغير في الكوميديا السوداء العشاء الأخير (1995).
بداية عام 1999 ظهرت إليزابيث في 25 حلقة تلفزيونية لاعبة دور زوي بارتليت ابنة مارتن شين في الدراما التلفزيونية الجناح الغربي، واستمرت تمثل الشخصية حتى خاتمة السلسلة في عام 2006. شخصية موس أصبحت جزءا لا يتجزأ من الموسم الرابع من المسلسل، وفي تعليق على  دورها كتبت مجلة  ذا أتلانتيك  «صنع آرون سوركين من شخصية موس محور أساسي في الموسم الرابع المتفجر عندما هندس أكثر تشويق مجنون ممكن. تطلب الدور من زوي أن تكون مزعجة قليلا هي وحبيبها الفرنسي ولكن جعلتها موس دائما قابله للتصديق حتى لو كانت الحبكة خلاف ذلك.»
في عام 1999 مثلت في فيلمين، ظهرت بدور ثانوي كفتاة في مصحة عقلية في فلم  فتاة، تٌقَاطع  بجانب وينونا رايدر وأنجلينا جولي. ثم أدت دور صغير لاعبة شخصية كاتي بروكيت في فيلم مومفورد، ابنة امرأة مدمنة على التسوق.

### مهنتها كبالغة

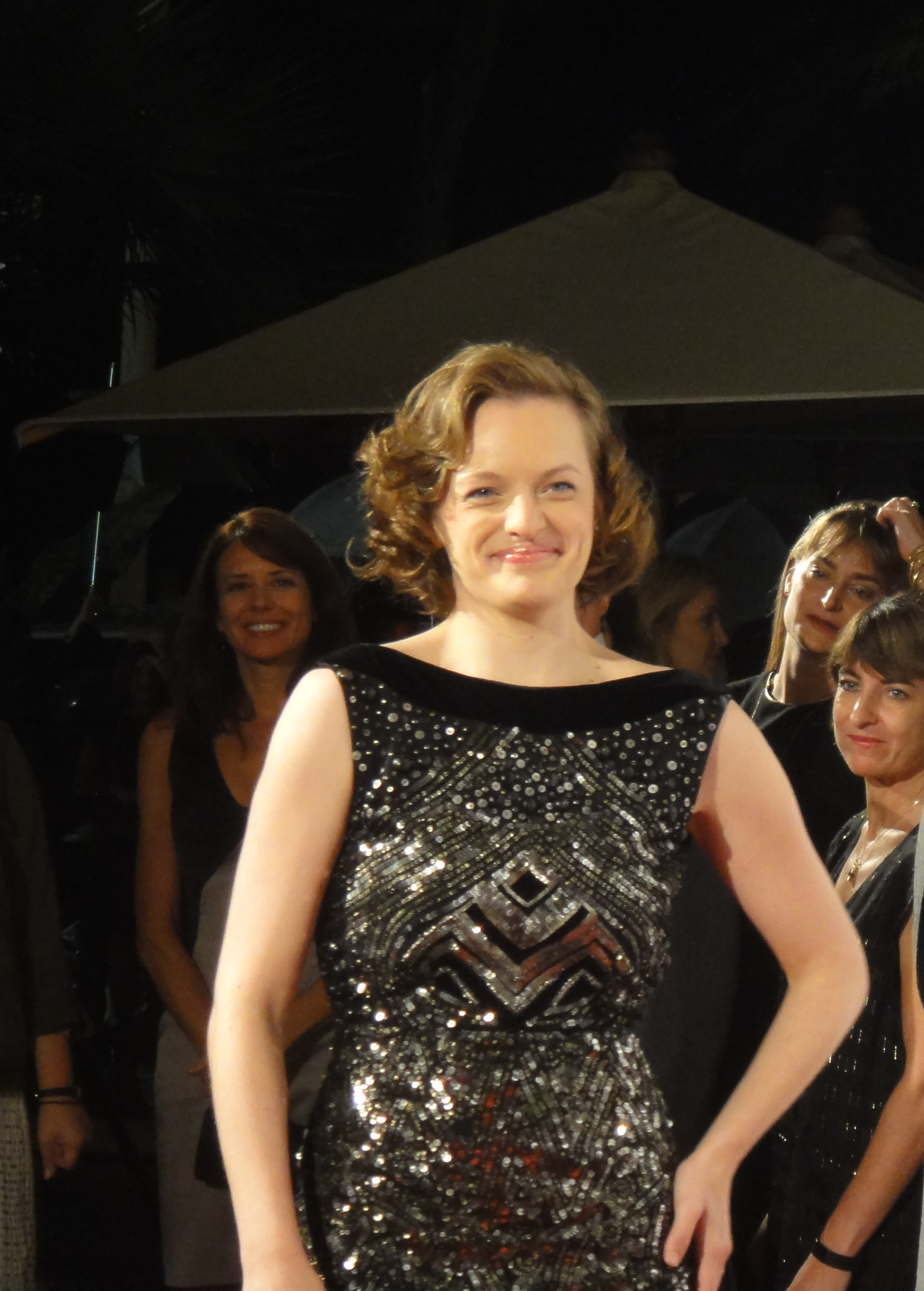

عادت إليزابيث لدور السينما عام 2004 في فيلم قلب أمريكا وثلاثة أفلام أخرى. تلك السنة، قدمت أيضا فيلم العذراء، حيث تم ترشيحها  لجائزة الروح المستقلة. وظهرت بدور مساند في فيلم رون هوارد  المفقودة
.
لم تتوقف موس عن الأعمال التلفزيونية ففي 2005-2006 ظهرت بدور مساند في مسلسل الرعب  الغزو، و ظهرت مرة أخرى في عام 2007 بحلقة من مسلسل الدراما غريز أناتومي بعنوان «خطأي المفضل» وشوهدت على مسلسل متوسطة مقابل باتريشيا أركيت. ظهرت أيضا في فيلم الرعب  العلية، وفي الدراما المستقلة يوم الصفر في نفس السنة.
منذ يوليو 2007 قامت موس بلعب الدور الذي قدمها للجمهور الأمريكي والعالمي بشخصية السكرتيرة بيقي أولسن في السلسلة المعروضة على إيه إم سي  ماد من حول رجال الدعاية والإعلان في ماديسون في بدايات العقد السادس من القرن الماضي. ما بين 2009 و الموسم الأخير من المسلسل في عام 2015 ، إليزابيث رشحت لخمس جوائز إيمي عن دورها في فئة أفضل ممثلة في مسلسل درامي. في عام 2010، تم ترشيحها لجائزة أفضل ممثلة مساندة. تعقيبا على اختيارها للدور صرحت موس قائلة: «عندما قدمت اختباري [من أجل الدور]. كان هناك نصين الجميع يتحدثون عنها في ذلك الوقت، كانت جيدة حقا، رجال ماديسون كان واحد منهم».
أثناء حضورها المنتظم في مسلسل ماد من،  حصلت إليزابيث على ظهورها الأول في مسرح برودواي في أكتوبر 2008،  ثم ظهرت في الفيلم الكوميدي هل سمعت عن مورغنس ؟ (2009)، بدور صغير كسكرتيرة سارة جيسيكا باركر،  تليها في الكوميديا اذهب به إلى القريك مقابل جونا هيل.
صعود موس الأول مرة على مسرح  West End كان بدور مارثا دوبي في مسرحية الراحلة ليليان هيلمان ساعة الأطفال، الذي افتتح في مسرح الكوميديا، في لندن يوم 22 يناير 2011، وتحكي القصة حكاية امرأتين تعملان في مدرسة في الثلاثينيات. في عام 2012 اختيرت لدور غلات دنكل في الدراما المستقلة  على الطريق، المقتبسة من رواية جاك كيرواك التي تحمل نفس الاسم.
لعبت إليزابيث موس دور المحققة روبن غريفين في المسلسل القصير أعلى البحيرة على قناة Sundance Channel، وهو إنتاج مشترك بين شبكة صاندانس وبي بي سي البريطانية من تأليف وإخراج الفائزة بجائزة الأوسكار جين كامبيون، عن أدائها في العمل حصلت إليزابيث على جائزة غولدن غلوب لفئة أفضل ممثلة في مسلسل قصير أو فيلم تلفزيوني. في السنة التالية، حصلت موس على دور البطولة في الفيلم المستقل استمع فيليب في أول تعاون لها مع الكاتب والمخرج اليكس روس بيري.
أول فيلم قامت ببطولته في مسيرتها الفنية هو فيلم الشخص الذي أحبه تحت إدارة المخرج شارلي ماكدويل بجانب مارك دوبلاس، حيث تم اختيارها للدور في الفيلم الرومنسي في مارس 2013. عٌرض الفيلم في مهرجان صاندانس السينمائي في 21 يناير 2014، ولاقى إعجاب نقدي جيد قبل أن يعرض في شمال أمريكا 21 أغسطس 2014. في سبتمبر 2014 أعلن أن إليزابيث ستؤدي دور البطولة في برودواي بدور هايدي هولندا، المسرحية افتتحت في 19 مارس 2015، وعلى الرغم من أن المسرحية تلقت مراجعات إيجابية إلا أنها توقفت بسبب انخفاض مبيعات التذاكر. حصلت إليزابيث على ترشيح لجائزة توني عن دورها. بعد انتهاء العمل على الحلقة الأخيرة من ماد من في نهاية 2015، تعاونت موس مرة أخرى مع اليكس روس بيري في ملكة الأرض (2015)، فيلم إثارة نفسية مقابل توم هيدليستون وسيينا ميلر.

## الحياة الشخصية
إليزابيث موس أحد أتباع كنيسة الساينتولوجي، وممارسة لمعتقداتها الدينية. كانت على علاقة عاطفية مع الكوميدي فريد آرميسين ما بين سنتي 2008 و2010، ثم تزوجا في أكتوبر من سنة 2009، لكنهما سرعان ما تطلقا في ماي من سنة 2011. منذ 2012، وهي على علاقة مع المصور السينمائي الأسترالي آدم أركاباو.

## قائمة أعمالها

### أفلام
| السنة | العنوان            | العنوان الأصلي                  | المخرج          | الدور        |
| ----- | ------------------ | ------------------------------- | --------------- | ------------ |
| 1991  | سيبيربان كوماندو   | Suburban Commando               | بيرت كينيدي     | طفلة صغيرة   |
| 1994  | إيماجيريني كريمز   | Imaginery Crimes                | أنتوني درازر    | جريتا وايلر  |
| 1995  | البطل الأخير       | The Last Super                  | ستاسي تايتل     | جيني تايلر   |
| 1995  | سيياريت لايفز      | Separate lives                  | دافيد مادن      | روني بيكويت  |
| 1997  | الأسرار            | A thousand Acres                | جوكلين مورهوس   | ليندا        |
| 1999  | ميمفورد            | Mumford                         | لورانس كازدان   | كاتي بروكيت  |
| 1999  | فتاة، قوطعت        | Girl, Interrpted                | جيمس مانغولد    | -            |
| 2002  | قلب أمركيا         | Heart of America                | ياو بول         | روبين والترز |
| 2003  | عذراء              | Virgin                          | ديبوراه كامبمير | جيسي رينولدس |
| 2009  | هل سمعت عن مورغنس؟ | Did You Hear About The Morgans? | مارك لارنس      | جاكي دراك    |
| 2012  | على الطريق         | On the Road                     | والتر سالس      | جالاتيا      |
| 2014  | الشخص الذي أحبه    | The One I Love                  | شارلي ماكدويل   | صوفي         |
| 2020  | الرجل الخفي        | The Invisible Man               | ليه وانيل       | سيسيليا "سي" |

### مسلسلات
| السنة     | العنوان       | العنوان             | الدور         | ملاحظات       |
| السنة     | بالعربية      | بالإنجليزية         | الدور         | ملاحظات       |
| --------- | ------------- | ------------------- | ------------- | ------------- |
| 1990      | بار غيرلز     | Bar Girls           | روبين         | فيلم تلفزيوني |
| 1992–1995 | سياج خشبي     | Picket Fences       | سينثيا باركز  | 7 حلقات       |
| 1999–2006 | الجناح الغربي | The West Wing       | زوي بارتليت   | 25 حلقة       |
| 2003      | ذا براكتيس    | The Practice        | جيسيكا بالمر  |               |
| 2007      | غريز أناتومي  | Grey's Anatomy      | نينا روجيرسون |               |
| 2007–2015 | ماد من        | Mad Men             | بيجي أولسون   | 88 حلقة       |
| 2017–الآن | حكاية أمة     | The Handmaid's Tale | جون أوزبورن   | 10 حلقات      |

## روابط خارجية
- إليزابيث موس على موقع IMDb (الإنجليزية)
- إليزابيث موس على موقع ميتاكريتيك (الإنجليزية)
- إليزابيث موس على موقع الموسوعة البريطانية (الإنجليزية)
- إليزابيث موس على موقع روتن توميتوز (الإنجليزية)
- إليزابيث موس على موقع مونزينجر (الألمانية)
- إليزابيث موس على موقع قاعدة بيانات الأفلام العربية
- إليزابيث موس على موقع ألو سيني (الفرنسية)
- إليزابيث موس على موقع ميوزك برينز (الإنجليزية)
- إليزابيث موس على موقع تيرنر كلاسيك موفيز (الإنجليزية)
- إليزابيث موس على موقع أول موفي (الإنجليزية)